# Пелікан кучерявий
Пеліка́н кучеря́вий (Pelecanus crispus, нім. Krauskopfpelikan, англ. Dalmatian Pelican) — вид птахів з родини пеліканових. Один з дев'яти видів роду; один із двох видів у фауні України.

## Зовнішній вигляд та морфологія

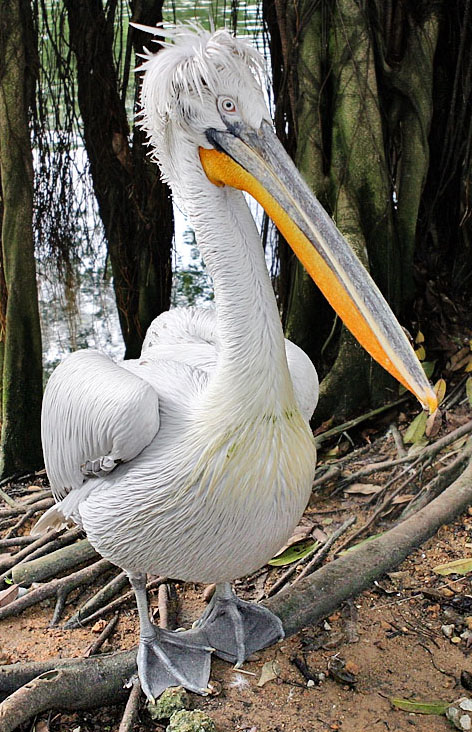

Характерною ознакою цього птаха є пір'я на потилиці, часом доволі довге — через це він і дістав свою українську назву.
Дорослий птах у шлюбному вбранні сірувато-білий; кільце голої шиї навколо ока сіре; на потилиці і задній частині шиї «грива» з видовжених закручених пер; на волі жовта пляма; шкіряний мішок жовтогарячо-червоний. Дзьоб і ноги сірі; райдужна оболонка ока світло-сіра. Молодий птах зверху світло-бурий; знизу сірувато-білий; шкіряний мішок вохристий; дзьоб жовтувато-сірий; на потилиці короткий «чуб». На другому році життя подібний до дорослого, але покривні пера верху крил з бурою барвою. Дорослого вбрання набуває у віці 3 років. Маса тіла — до 12 кг, довжина тіла — 160—180 см, розмах крил — 280—295 см.

## Поширення та чисельність
Беручи до уваги той факт, що за часів античності та раннього середньовіччя середня температура в Європі була на 2-3°С вища, ніж зараз, дослідники припускають, що кучерявий пелікан був поширенішим в західній та центральній Європі. Це припущення підтверджується як документальними свідоцтвами та топонімікою, так і викопними рештками. Але протягом останніх 100—150 років популяція цього птаха значно скоротилася.
Нині поширений від Південно-Східної Європи до Центральної Азії. Гніздові колонії кучерявого пелікана є в таких країнах: Албанія, Болгарія, Сербія, Греція, Казахстан, Монголія, Румунія, Росія, Туреччина, Туркменістан, Україна та Узбекистан.
У межах України спорадично гніздиться на придунайських оз. Кугурлуй та Картал, у 2000 р. була спроба (невдала) розмноження у Дунайському біосферному заповіднику. У 2009 р. загніздився на Азовському узбережжі (Крива Коса). На літуванні регулярно трапляється на водоймах Придунав'я. По Азово-Чорноморському узбережжю поза дельтою Дунаю є низка поодиноких спостережень.
На кінець 1990-х років загальна чисельність виду оцінювалась в розмірі 3215—4280 пар, з них близько 85 % — у країнах колишнього СРСР. З інших країн найбільша популяція існує в Греції ~7 %. Більш-менш точний підрахунок кількості пар, що розмножуються, проведено тільки в європейських країнах, де за оцінками на 1994 рік налічується 886—1204 таких пар:
| Країна    | Кількість пар | Кількість місць гніздування |
| --------- | ------------- | --------------------------- |
| Албанія   | 40—70         | 1                           |
| Болгарія  | 70—90         | 1                           |
| Греція    | 190—260       | 2                           |
| Росія     | 400—450       | 4—5                         |
| Румунія   | 70—150        | 1                           |
| Туреччина | 100—150       | 4—5                         |
| Україна   | 6—14          | 1                           |
| Югославія | 10—20         | 1                           |
| Всього    | 886—1204      | 15—17                       |

### Чисельність в Україні та на суміжних територіях

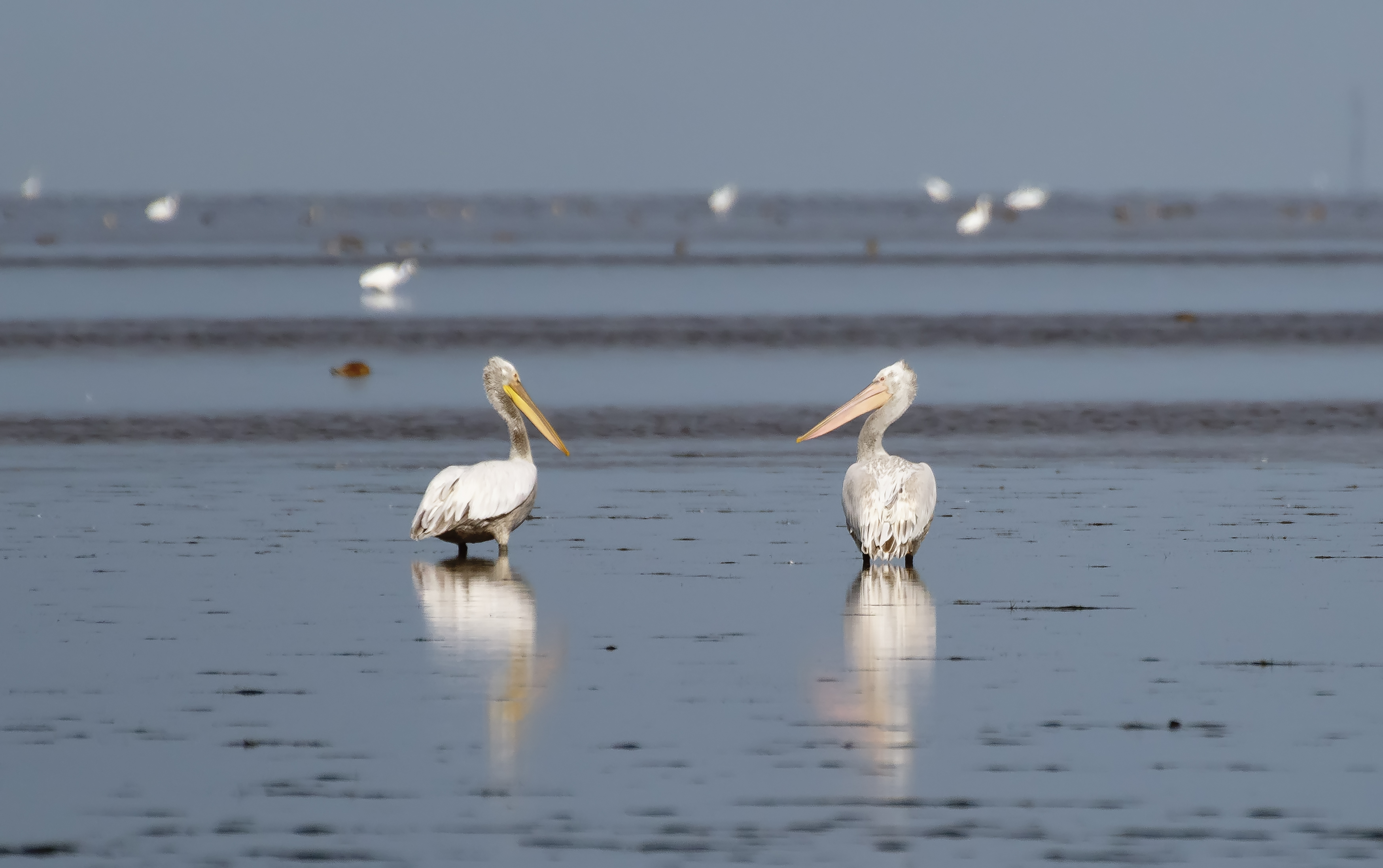
Кучеряві пелікани в Чорноморському заповіднику, Гола Пристань, 2020

В Україні гніздиться до 14 пар. Чисельність зростає, в 2002 р. у дельті Дунаю (виключно у Румунії) в 3-х колоніях було нараховано 419 пар. Кількість літуючих птахів на півдні України теж зростає. У серпні 2004 р. на півдні України, виключно у Дунай-Дністровському межиріччі, нараховано 142 птахи. Слід очікувати подальшого поширення на схід по Азово-Чорноморському узбережжю. Збільшення чисельності дунайської популяції за останнє десятиріччя зумовлено належною охороною гніздових поселень у Румунії, покращенням стану водного середовища. Можуть викликати негативні зміни чисельності: інтенсивне освоєння водно-болотних угідь, зменшення їх рибопродуктивності, глобальне забруднення водойм, посилення фактору непокою.

### Чисельність на місцях зимівлі
Місця зимівлі кучерявого пелікана в Південно-Східній Європі, Туреччині та країнах колишнього СРСР відомі достатньо добре, на відміну від території Близького Сходу (Іран, Ірак) та решти Азії (Пакистан, Індія, Китай, Бангладеш тощо). На цій території, імовірно, існують кілька ще не відкритих місць зимівок цього птаха. Дунайська популяція зимує у Середземномор'ї.
Одночасний облік, проведений на шляхах міграції в 1993 році на Чорному та Середземному морях (Албанія, Болгарія, Греція, Сирія, Туреччина, Ізраїль — всього 1463 особин) та на Близькому Сході та в Азії (всього 4803 особини), з урахуванням молодих птахів у відсотковій кількості, характерній для пеліканів, дає загальносвітову чисельність виду в розмірі 12—16 тисяч особин.

## Розмноження

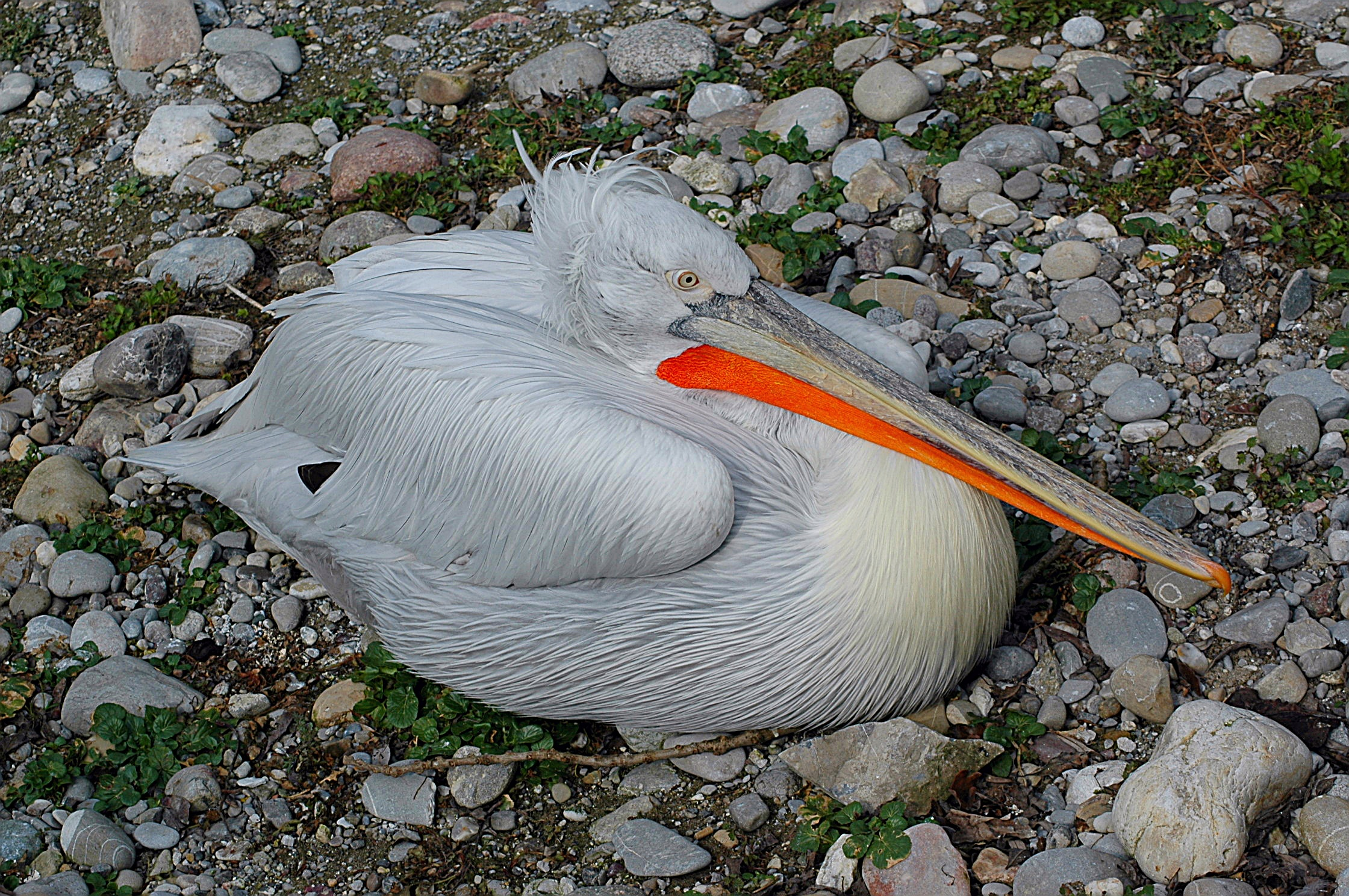
Кучерявий пелікан на відпочинку

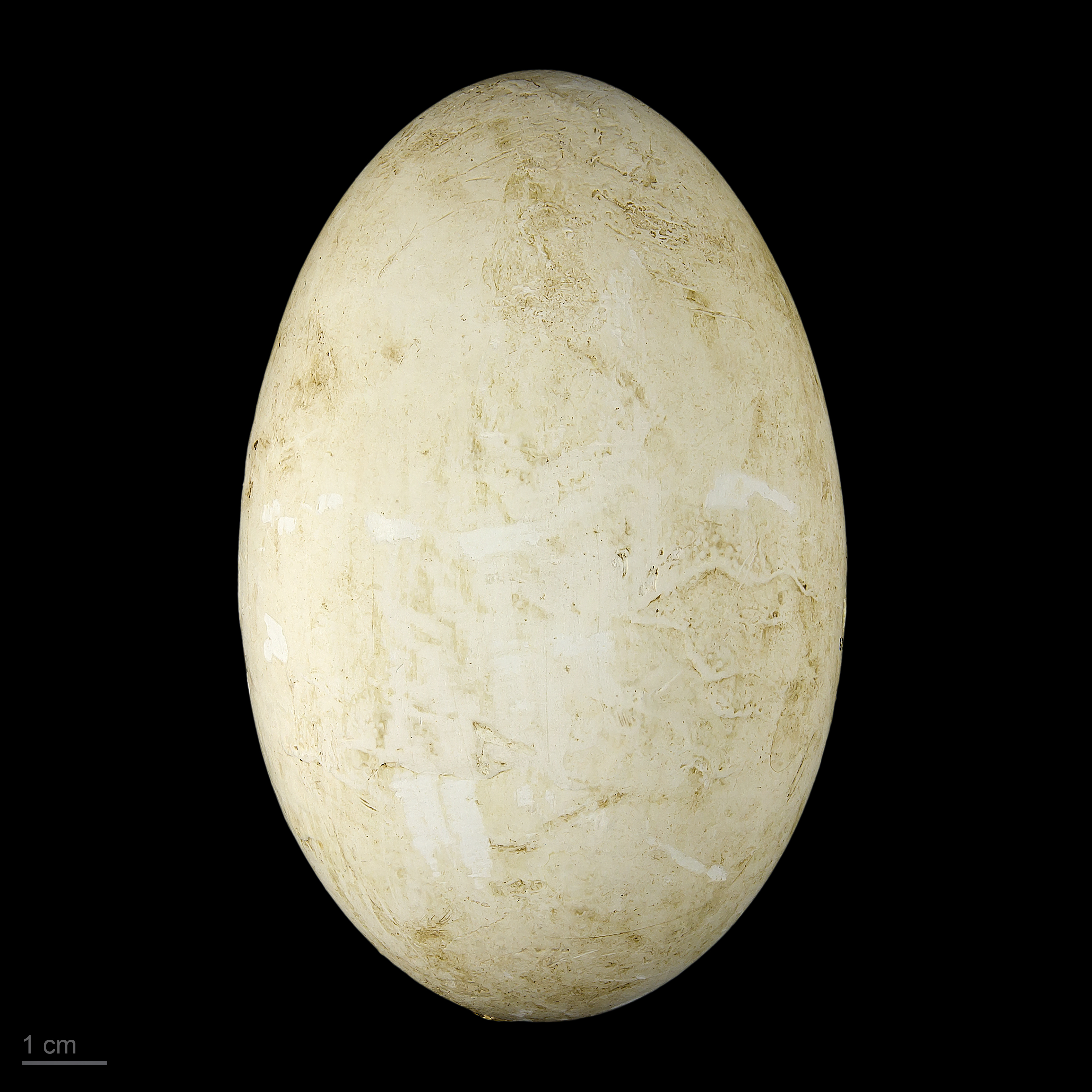
Яйце кучерявого пелікана — Тулузький музей

Статевої зрілості досягають на 3—4 році життя. Гніздові колонії кучерявого пелікана зазвичай розташовані на озерах, в дельтах річок та в естуаріях, переважно в плавнях. Заселяє багаті на рибу великі приморські водойми з мілководдями, низькими косами і острівцями та мозаїчними
заростями надводної рослинності. Гніздиться як на плаваючих купинах, так і відкритих приморських косах. Гнізда влаштовує поблизу відкритої води. Птахи, що гніздяться, звичайно прилітають на місце гніздування наприкінці лютого, відкладання яєць відбувається приблизно через 10—15 днів. Кількість яєць в кладці коливається від 1 до 4, середня кількість — 1.8. Насиджування займає 30—32 дні, та ще 11—12 тижнів батьки годують пташенят. Найбільші втрати при розмноженні спостерігаються на стадії яєць — відсоток успішного виходу пташенят з яєць становить 35—70 %. На добре захищених колоніях рівень успішного вирощування пташенят досягає 1,35 на гніздо. Але, навіть на колоніях, що охороняються, коефіцієнт успішного вирощування пташенят може бути нижче, ніж 1 на гніздо. Це пояснюється, в основному, винищенням хижаками яєць та нелітаючих пташенят — насамперед диким кабаном.
Гніздові колонії кучерявий пелікан може утворювати як самостійно, так і спільні з рожевим пеліканом та з різними видами бакланів.
На сучасному рівні знань про популяційну динаміку цього виду вважається, що популяція може бути стабільною при коефіцієнті успішного вирощування пташенят, що дорівнює 0,8 на гніздо. При коефіцієнті, більшому за 1, вид може збільшити свою чисельність.

## Зимівля
Кучерявий пелікан, за звичай, покидає гніздові колонії в середині осені. Місця зимівлі розташовані на узбережжях східного Середземномор'я, півдня Каспійського моря, Перської затоки, узбережжі південної Азії (переважно в дельтах річок). Також існують кілька внутрішньоконтинентальних територій зимівлі — для їхнього існування ключовими факторами є незамерзні водойми та багаті харчові ресурси. Також важливим фактором є наявність місць для ночівель, захищених від хижаків.
Пелікани з колонії, що існує на території України (озеро Кугурлуй) зимують в дельті Кури та на Великій Кизил-Агачській затоці (Каспійське море).

## Живлення

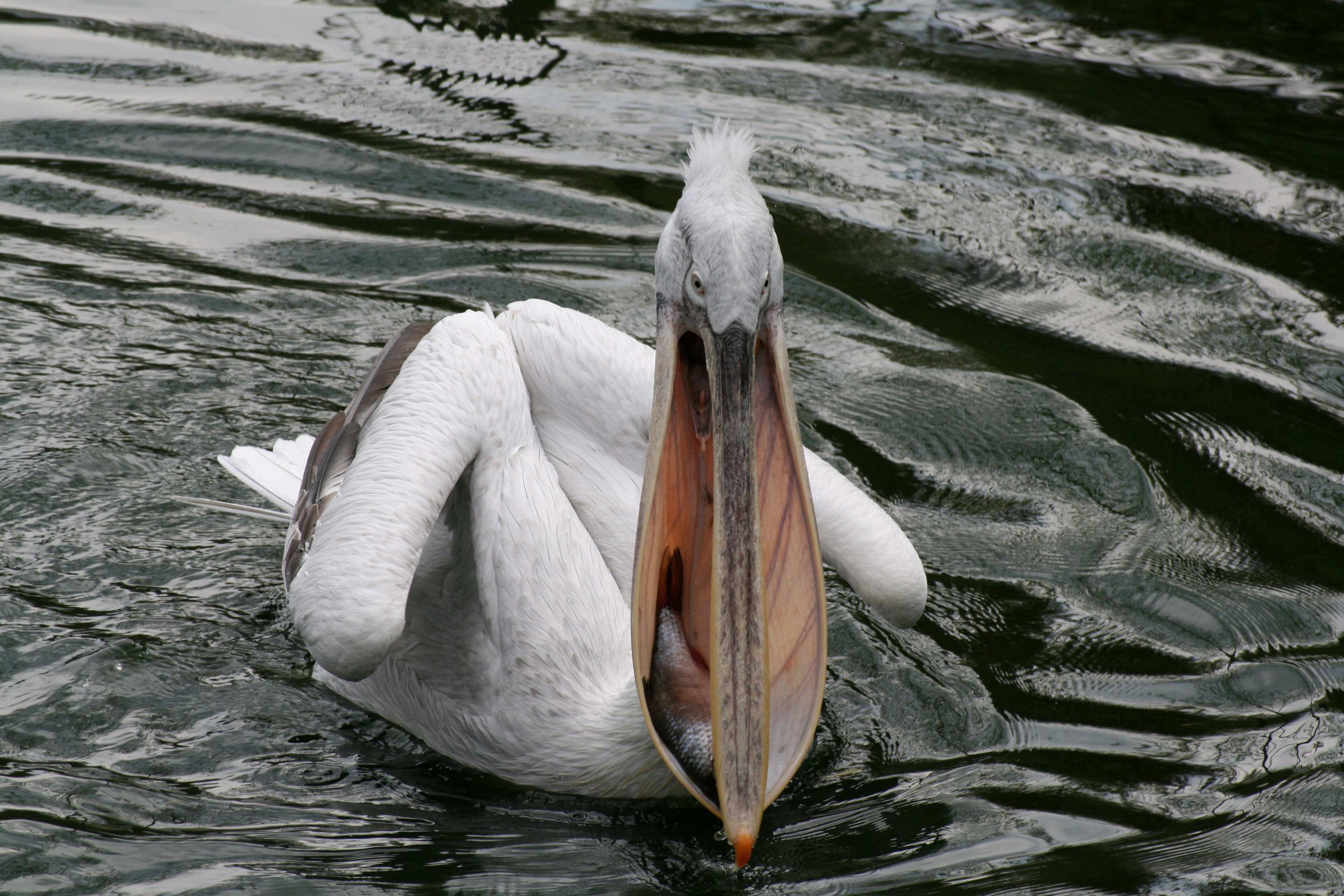
Кучерявий пелікан поїдає зловлену рибу, зоопарк Герберштайн (Herberstein), Штирія, Австрія

Кучерявий пелікан живиться майже винятково рибою, і полює на неї як поодинці, так і групами. Склад живлення залежить майже цілком від наявності видів риб, придатних для пелікана, і дуже мало залежить від поведінки цих видів риб. В лиманних та лагунних екосистемах птахи ловлять переважно мігруючі види, такі як вугор, кефалі, та придонні види — бичків та корюшку. На внутрішніх прісноводних водоймах пелікани споживають такі види риб як плітка, верховодка, краснопірка, карась, короп і т.ін. Розмір виловлюваних пеліканами риб становить 3—50 сантиметрів. Живитись пелікани можуть іноді на значній (50—70 кілометрів) відстані від гніздових колоній.

## Вимоги до територій

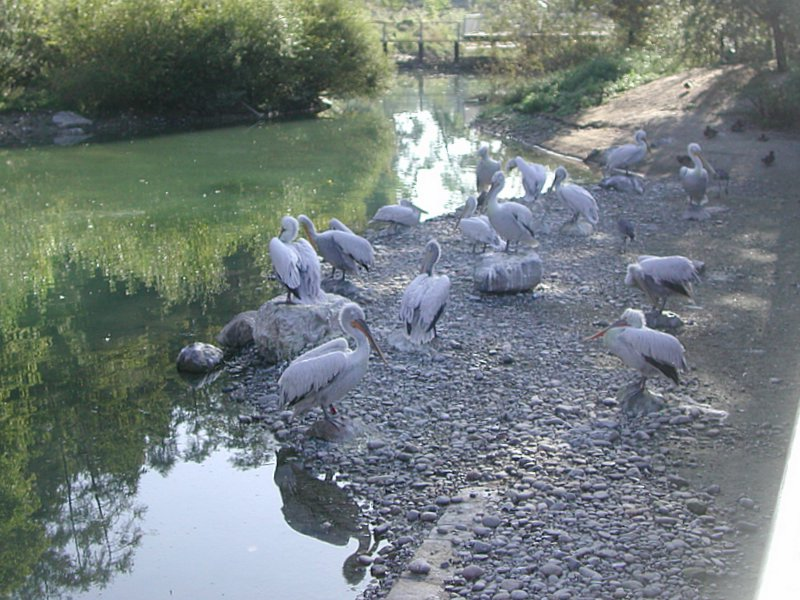
Кучеряві пелікани у Природному парку Дальхьольцлі (Tierpark Dählhölzli), Берн, Швейцарія, 2006

Кучерявий пелікан відсутній на відносно холодних територіях, хоча може переносити температури нижче 0 °C протягом 7—10 днів. Спочатку цей птах був мешканцем тільки прісноводних водойм, але зараз колонії існують також і на солонуватоводних ділянках морських лагун та на засолених внутрішніх безстічних озерах (Балхаш та інші).
Для розмноження та ночівлі птахи потребують ділянки, повністю ізольовані від суходолу (острівці, коси, ділянки заплави, оточені водою) для уникання хижих ссавців (лиси, собаки, вовки, шакали, дикі кабани і т.ін.) та непокоєння з боку людей. Відсутність придатних місць для ночівлі може запобігати утворенню колоній навіть за умови наявності решти сприятливих факторів.
Гідрологічні характеристики також є важливим фактором, що визначає придатність водойми для гніздування кучерявого пелікана, або використання водойми пеліканами для інших потреб. Наприклад, наявність мілководних ділянок важлива для успішного полювання на рибу, і кучеряві пелікани потребують для харчування водойми з достатньо великою щільністю рибних популяцій. У той же час, прозорість води, її чистота та наявність глибоких ділянок не є істотними факторами.

## Небезпеки та лімітуючі фактори
Найзначніші фактори, що обмежують чисельність кучерявого пелікана, такі: зарегулювання та меліорація водойм; забруднення пестицидами та важкими металами (особливо чутливі яйця та пташенята); лінії електропередачі (птахи, особливо молоді, часто гинуть, натикаючись на дроти в польоті — добрий результат для уникання цього фактору дає використання товстого дроту та пластикових маркувальних полотен); непокоєння птахів на гніздах; відстріл (попри те, що полювання на кучерявих пеліканів заборонене у всіх європейських та майже всіх азійських країнах, та на неїстівність їхнього м'яса, їх час від часу вбивають рибалки, звинувачуючи в надмірному вилові риби). На початку липня 2012 р. у ландшафтному парку Меотида в Донецькій області за одну ніч знищено колонію кучерявих пеліканів. За словами директора парку, гнізда розорили місцеві рибалки, помстившись таким чином за заборону рибалити в заповідній зоні.

## Заходи охорони
Відповідно до критеріїв Міжнародного союзу охорони природи пелікан кучерявий віднесений до уразливих видів.
Вид включено до Червоної книги України (1994, 2009), до Конвенції з міжнародної торгівлі вимираючими видами дикої фауни і флори (CITES) (Додаток І), Боннської (Додатки І та ІІ) та Бернської (Додаток ІІ) конвенцій, угоди AEWA. Охороняється в Дунайському біосферному заповіднику (рекомендовано здійснити охоронний режим у повному обсязі, не використовувати акваторії заповідника для рибного господарства).

## Господарське та комерційне значення
Може завдавати певної шкоди рибним господарствам і впливати на іхтіоценози природних водойм, але через невелику чисельність виду цей вплив мінімальний.